# Superintendant (police)
Pour les articles homonymes, voir Superintendant.
Superintendant (en anglais : Superintendent) est un grade dans les services de police anglosaxons. 
Il se situe entre les grades d’inspecteur-chef et de Chief superintendent.
Il correspond approximativement, par rapport aux grades en vigueur dans la police nationale française, au grade de commissaire de police.
Le grade de Chief superintendent correspond approximativement, dans la police nationale française, au grade de commissaire divisionnaire de police.